# Benavente (Zamora)
Benavente ist eine nordwestspanische Stadt und eine Gemeinde (municipio) mit 17.246 Einwohnern (Stand: 2024) in der Provinz Zamora in der autonomen Gemeinschaft Kastilien-León. Benavente liegt an einer von Süden (Sevilla, Mérida, Cáceres, Salamanca, Zamora) kommenden und in León oder Astorga in die Hauptstrecke einmündenden Nebenstrecke des Jakobswegs.

## Lage und Klima
Benavente liegt auf einer leichten Anhöhe über der Ebene des Flüsschens Órbigo in einer Höhe von etwa 720 m. Die Entfernung zur Provinzhauptstadt Zamora beträgt etwa 70 km (Fahrtstrecke) in südlicher Richtung; die Stadt Valladolid liegt ca. 100 km südöstlich. Das Klima ist gemäßigt bis warm; Regen (ca. 435 mm/Jahr) fällt hauptsächlich im Winterhalbjahr.

## Bevölkerungsentwicklung
| Jahr      | 1857  | 1900  | 1950  | 2000   | 2017   |
| Einwohner | 4.545 | 4.959 | 9.909 | 16.763 | 18.237 |

Der deutliche Bevölkerungsanstieg seit Beginn des 20. Jahrhunderts ist im Wesentlichen auf die Zuwanderung aus den ländlichen Regionen des Umlandes (Landflucht) zurückzuführen.

## Wirtschaft
Die Umgebung der Stadt ist in hohem Maße landwirtschaftlich geprägt, wobei die Feldwirtschaft (Getreide, Kürbisse, Paprika etc.) dominieren; auch der Weinbau nimmt schon lange eine bedeutende Rolle im Wirtschaftsleben der Gemeinde ein – die Winzer vermarkten ihre Weine unter der Herkunftsbezeichnung (denominación) Valles de Benavente. Die Stadt selbst fungiert als regionales Dienstleistungszentrum für Handel, Banken, Gesundheits- und Ausbildungswesen sowie für Handwerk und Kleinindustrie – es wurde ein Gewerbegebiet (polígono industrial) ausgewiesen.

## Geschichte
Bereits in der Antike lag der heutige Ort, der manchmal mit dem antiken Brigaecium identifiziert wird, am Kreuzungspunkt zweier wichtiger Straßen – der Via de la Plata, die Hispalis (heute Sevilla) mit Asturica Augusta (heute Astorga) verband, und einer wichtigen Ost-West-Verbindung von Colonia Caesaraugusta (heute Saragossa) nach Vicus (heute Vigo). Unter der kurzzeitigen Herrschaft der Sueben hieß der Ort möglicherweise Ventosa; später nannte er sich Malgrat. Westgoten und Mauren haben keine archäologisch verwertbaren Spuren auf dem Gemeindegebiet und in seiner näheren Umgebung hinterlassen.

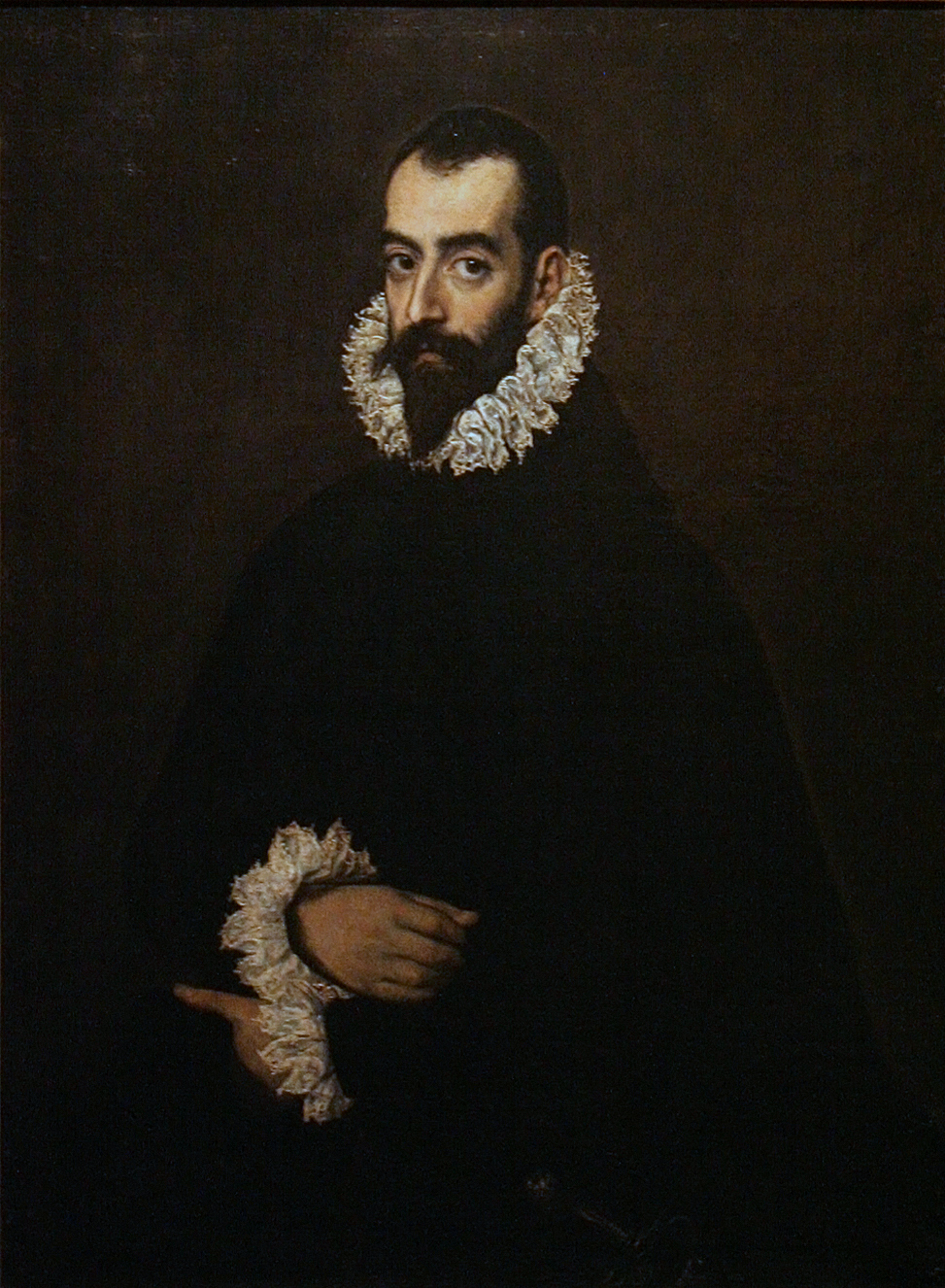
El Greco – Juan Alfonso de Pimentel y Herrera (um 1600)

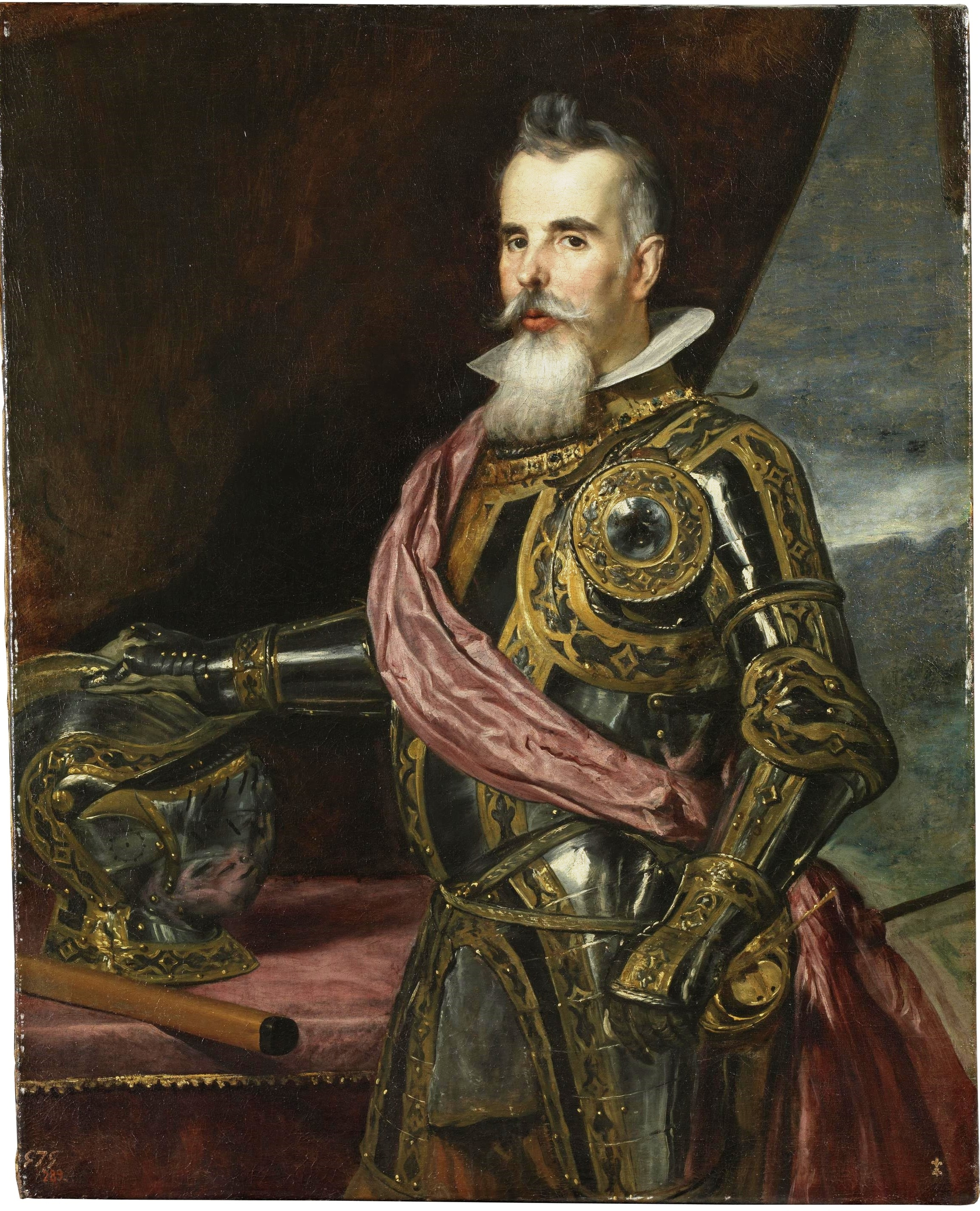
Diego Velazquez – El Conde de Benavente (1648)

Nach dem Zurückweichen der Mauren betrieb König Ferdinand II. von León eine Politik der Wiederbevölkerung (repoblación) und gab dem Ort im Jahr 1164 besondere Privilegien (fueros), die drei Jahre später nochmals bestätigt und erweitert wurden. Im Jahr 1230 erfolgte mit der „Übereinkunft von Benavente“ die endgültige Vereinigung der beiden Königreiche Kastilien und León. Im Jahr 1398 gründete Heinrich III. von Kastilien die Grafschaft Benavente und gab sie in die Hände von Juan Alonso Pimentel, dem Begründer der später in Spanien sehr bedeutsamen Adelsdynastie der Pimentel. Heinrich IV. von Kastilien wandelte die Grafschaft im Jahr 1473 in ein Herzogtum um und so wurde Rodrigo Afonso Pimentel der erste Herzog von Benavente.
Am 2. Januar 1492 zogen die Truppen der Katholischen Könige (Isabella von Kastilien und Ferdinand von Aragón) kampflos in die letzte maurische Bastion Granada ein und ihr Enkel Karl V. beherrschte von 1516 bis 1556 ein immer größer werdendes Weltreich, in welchem „die Sonne nicht unterging“. Benavente erlebte im Jahr 1554 den Besuch des Infanten Philipp und seines Sohnes Don Carlos. Im 17. Jahrhundert ließen sich zwei der Herzöge von Benavente von El Greco bzw. von Velazquez porträtieren, während der Ort Epidemien und Hungersnöte zu ertragen hatte.

## Sehenswürdigkeiten

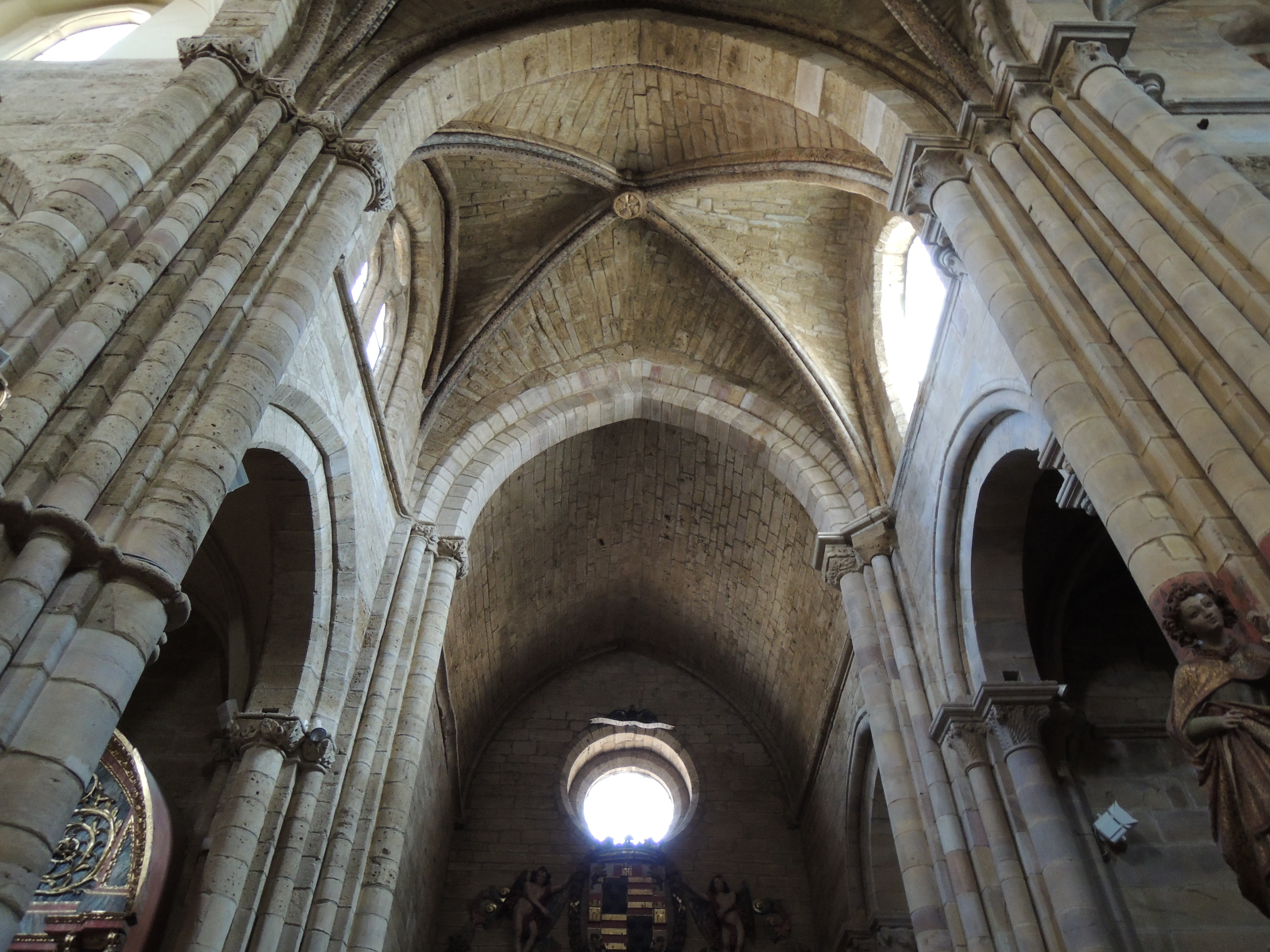
Kirche Santa María del Azogue

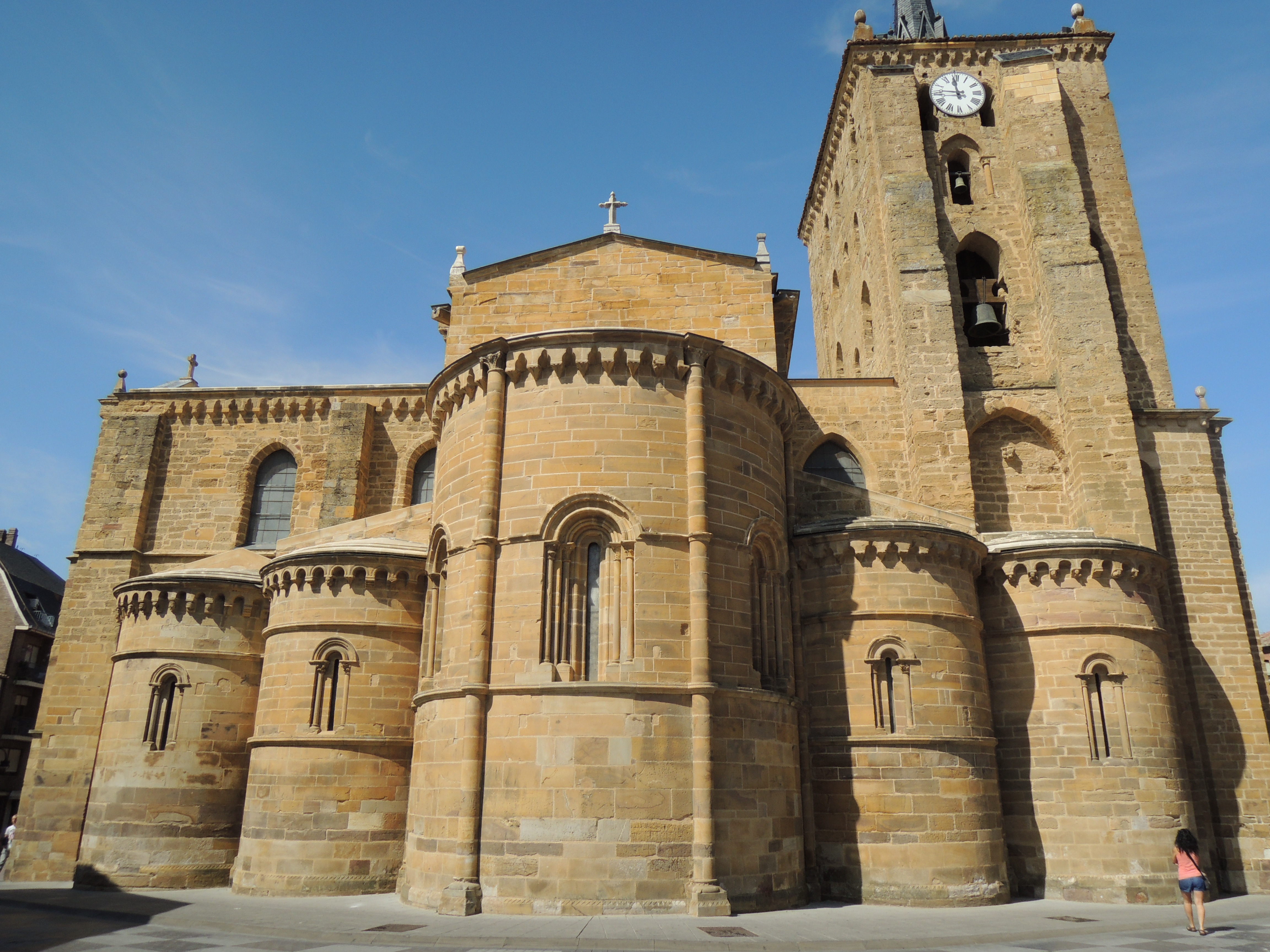
Kirche Santa María del Azogue

- Ältestes und wichtigstes Bauwerk der Stadt ist die bereits im 12. Jahrhundert begonnene aber erst ca. 100 Jahre später fertiggestellte Kirche Santa María del Azogue. Der dreischiffige Bau mit Querschiff und fünf Apsiden (eine große Seltenheit!) im Stil der Romanik deutet darauf hin, dass es sich wahrscheinlich nicht um eine normale Pfarrkirche gehandelt hat; vielmehr ist eine Kollegiatkirche anzunehmen, worauf auch der andere Name der Kirche Santa María la Mayor hindeutet. Das Langhaus zeigt bereits gotische Formen mit Bündelpfeilern und Rippengewölben im Innern. Bemerkenswert ist der Glockenturm (campanario) über dem nördlichen Querhausarm, dessen ungegliedertes Obergeschoss eine variable Anordnung der Schallarkaden zeigt; im Erdgeschoss befindet sich ein romanisches Portal mit unterschiedlich gestalteten Archivolten.[6]

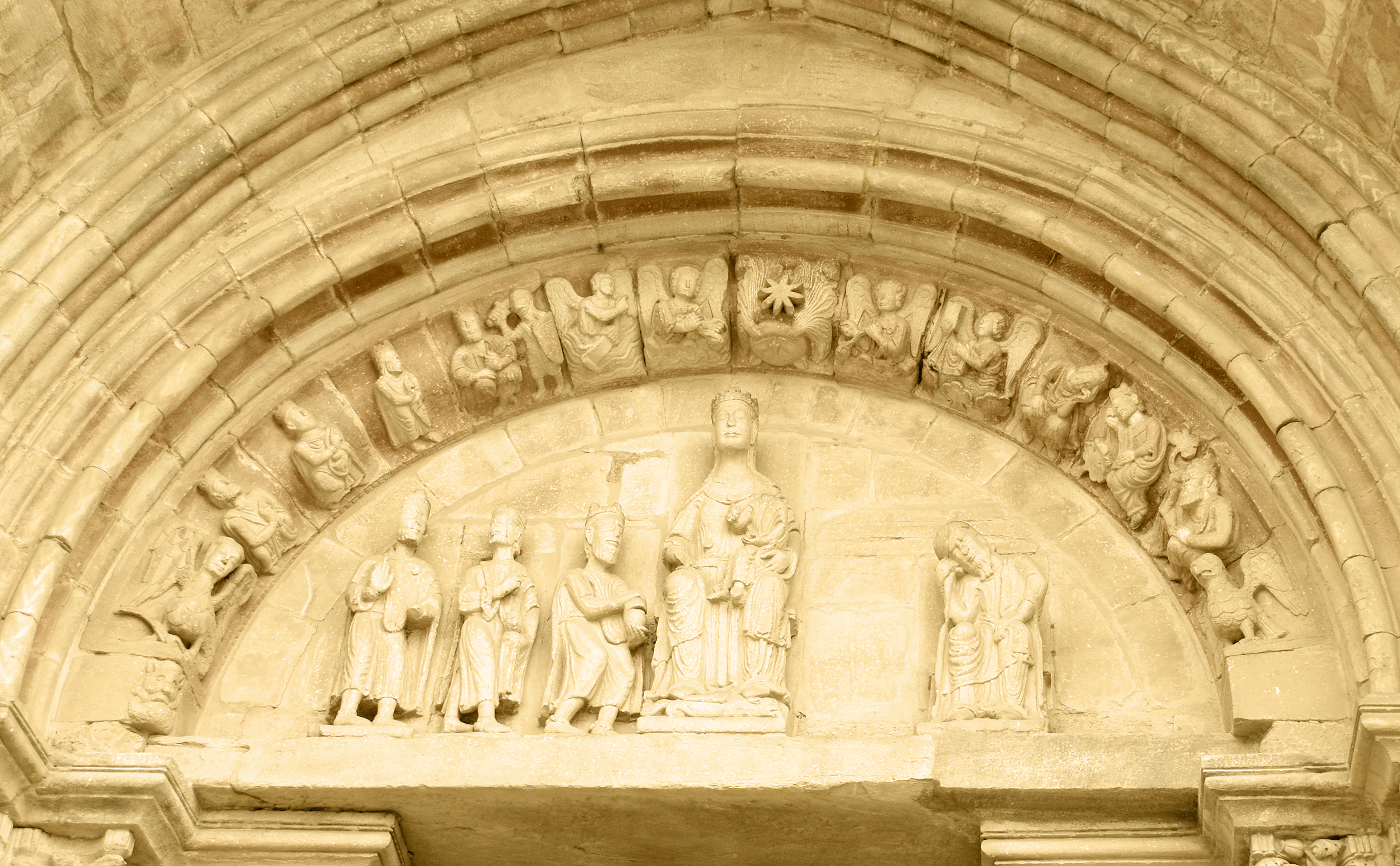
Tympanon der Iglesia de San Juan del Mercado

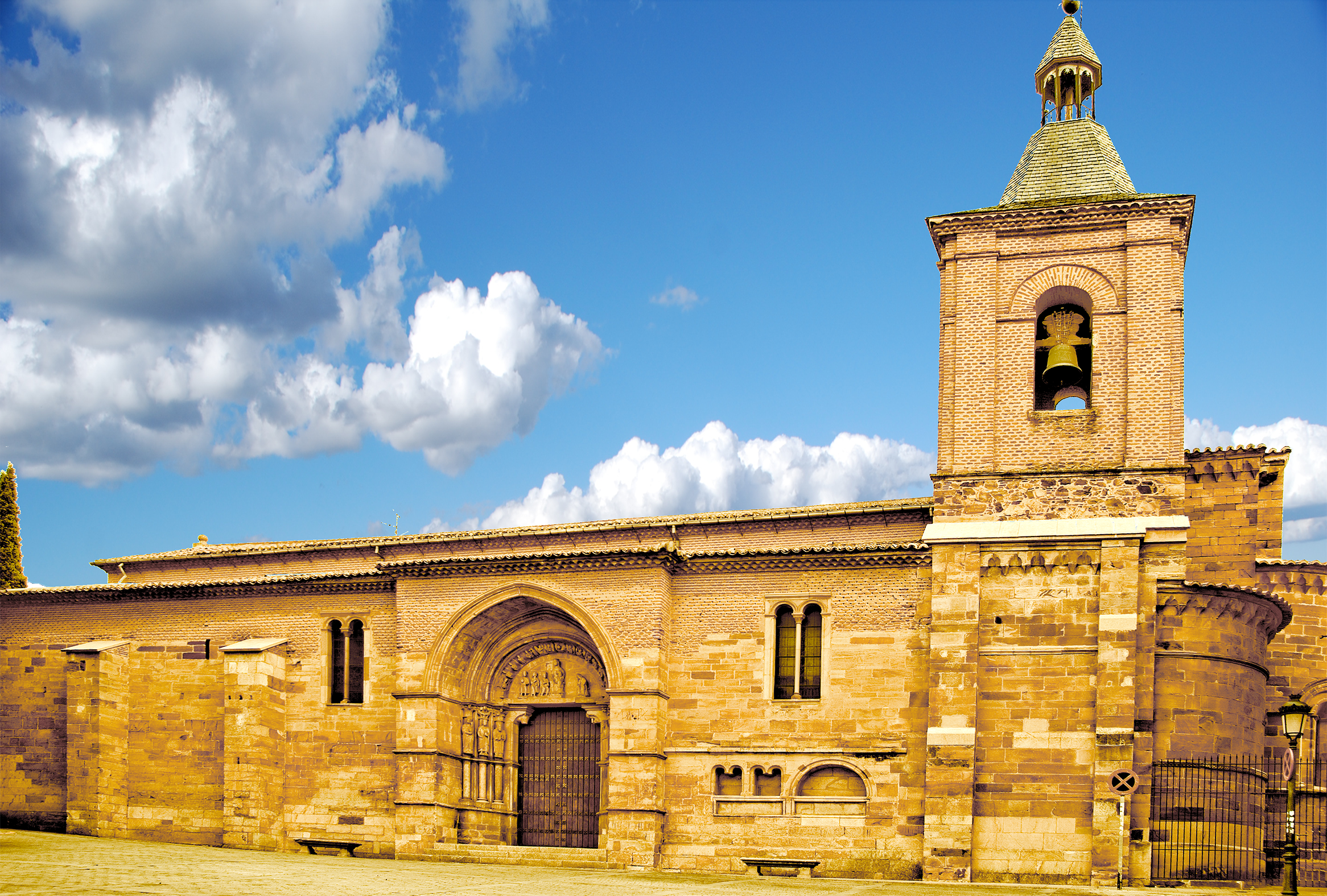
Iglesia de San Juan del Mercado

- Die zweite bedeutende Kirche von Benavente (Iglesia de San Juan del Mercado) wurde etwa gleichzeitig erbaut und ist ebenfalls dreischiffig, aber nur dreiapsidial. Die drei Schiffe sind nicht eingewölbt, sondern werden von einem hölzernen Dachstuhl überspannt. Bemerkenswert sind die beiden Portale der Kirche, von denen das auf der Südseite ein Tympanonfeld mit der biblischen Szene der Anbetung der Könige zeigt; rechts davon sitzt Josef, den Kopf auf einen Arm gestützt und schlafend. Über der thronenden Gottesmutter Maria mit dem Jesusknaben auf dem Schoß im Typus der Sedes sapientiae schwebt der Stern, dem die „Weisen aus dem Morgenland“ gefolgt sind.[7]

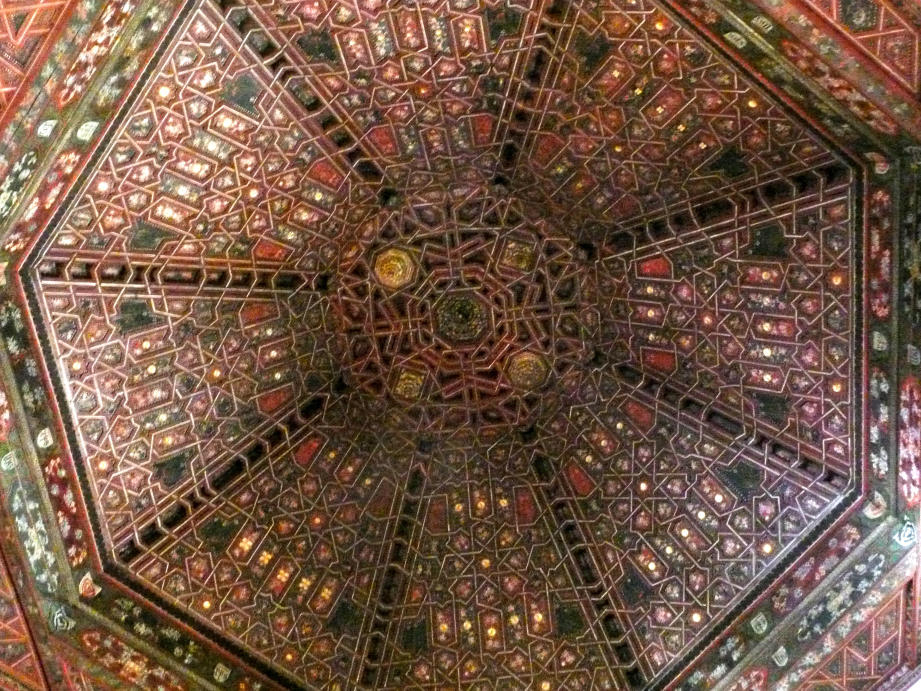
Artesonado-Decke im „Schneckenturm“

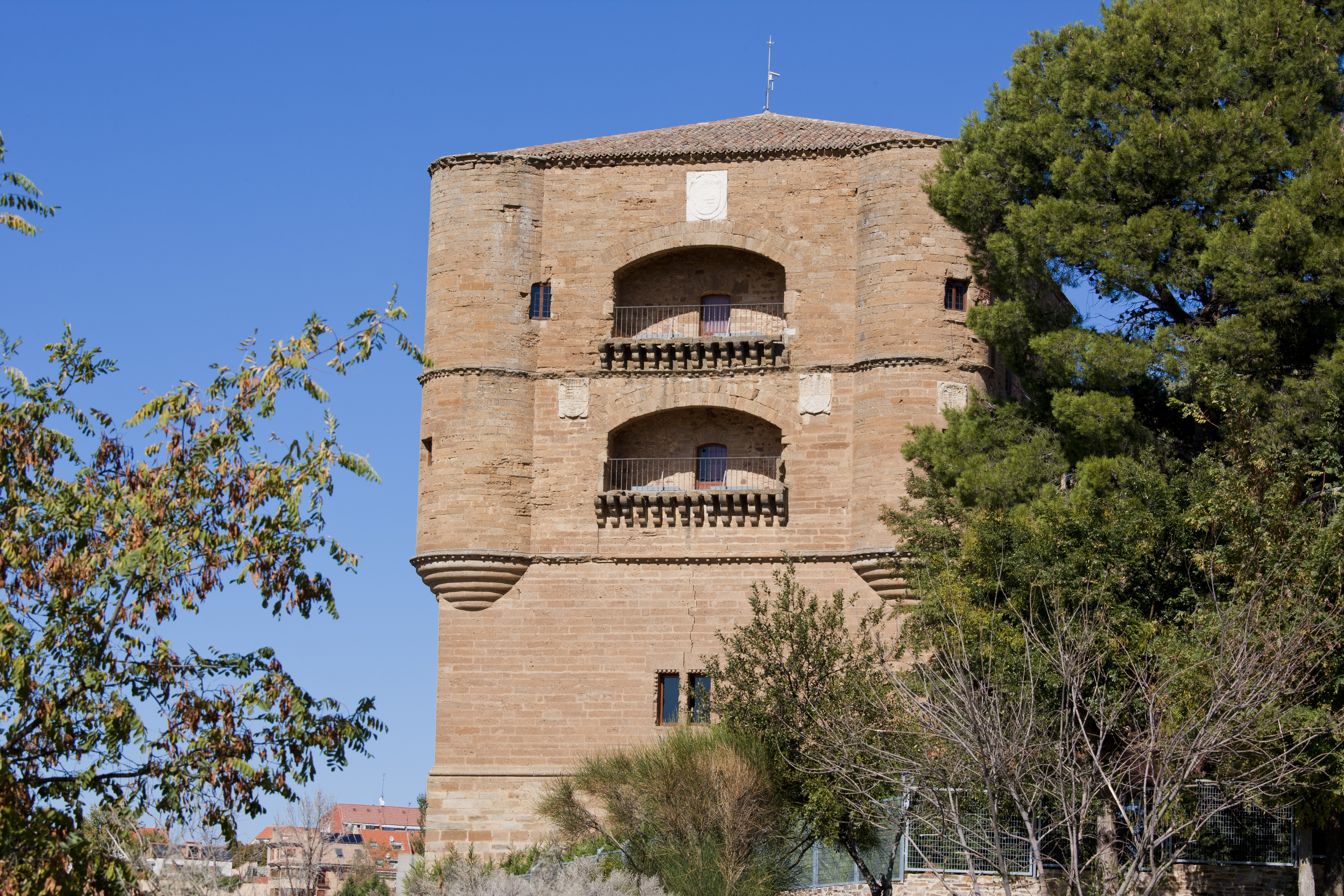
Torre del Caracol

- Auch wenn der mächtige dreigeschossige Turm (Torre del Caracol) des Castillo de Mota heute zu einem Hotel (Parador) gehört, ist er ein weiterer markanter Bau der Stadt. Seine Architektur gehört zur Spätgotik bzw. zur beginnenden Renaissance, worauf vor allem die innenliegenden Loggien mit ihren Segmentbögen hindeuten; in seinem Innern befindet sich eine achteckige, farbig gefasste und spitz zulaufende Artesonado-Decke mit einer Vielzahl von ineinander verschlungenen geometrischen Flechtbandmotiven.
- Weitere Kirchen und Einsiedlerkapellen sowie Herrenhäuser des 17. bis 20. Jahrhunderts befinden sich im Ort und seiner näheren Umgebung.
- Das vom 2. Herzog und seiner Ehefrau in der ersten Hälfte des 16. Jahrhunderts gestiftete Pilgerhospital (Hospital de peregrinos de La Piedad) verdient vor allem wegen seines wappengeschmückten Portals mit der Figur einer Pietà darüber und wegen des säulenumstandenen Innenhofs (patio) Beachtung.

Umgebung
- Das nur noch als imposante Ruine erhaltene Zisterzienserkloster Santa María de Moreruela befindet sich etwa 20 km südlich der Stadt.

## Persönlichkeiten
- Toribio de Benavente, auch Motolinía genannt (1482–1569), Franziskaner und Verfasser der Historia de los Indios de la Nueva España wurde in Benavente geboren.